# Tigridia purpusii
Tigridia purpusii är en irisväxtart som beskrevs av Elwood Wendell Molseed. Tigridia purpusii ingår i släktet Tigridia och familjen irisväxter. Inga underarter finns listade i Catalogue of Life.